# Juan Antonio Bonachía Hernando
Juan Antonio Bonachía Hernando (Burgos, 6 de maig de 1953 - Valladolid, 21 d'agost de 2016) va ser un historiador, medievalista i professor universitari espanyol.
Catedràtic d'Història, especialitzat en Història Medieval, i professor Titular d'Història Medieval de la Universitat de Valladolid (UVA), la seva tasca docent es desenvolupà en aquesta universitat des dels seus inicis, com a becari el 1976, fins al darrer moment de la seva vida. Fou director del Departament d'Història Antiga i Medieval, vicedegà de la Facultat de Filosofia i Lletres i secretari general de la UVA entre 1998 i 2016. També fou director de la revista Edad Media i de la Revista de Historia que edita la UVA.
Llicenciar en Història a la Universitat de Valladolid el 1975, va realitzar la seva tesi doctoral amb El Señorío de Burgos durante la Baja Edad Media (1255-1508), sota la direcció de Julio Valdeón Baruque, i va obtenir el Premi extraordinari de Doctorat.
Bonachía destacà en la seva faceta investigadora, en la qual es va centrar principalment en la Història Urbana i, en els últims anys, cap als aspectes urbanístics, la sociabilitat i l'imaginari urbà, i la fiscalitat.
Va morir l'any 2016 després d'una llarga malaltia, causada per un càncer de pulmó. L'any 2020 la Universitat de Valladolid presentà el llibre 'Expresiones en la Edad Media' com a homenatje a la seva persona, on han col·laborat més de seixanta especialistes d'Espanya i l'estranger (EUA, França, Portugal, Argentina i el Japó).

## Publicacions[5]
- El Señorío de Burgos durante la baja edad media (1255-1508) (1988)
- El Señorío de Burgos en la Edad Media. 1255-1508 (tesi doctoral) (1987)
- Catálogo documental del Archivo Municipal de Burgos: sección histórica (931-1515), amb Julio A. Pardos Martínez (1983)
- El concejo de Burgos en la Baja Edad Media: (1345-1426) (1978)